# Hurley (Nou Mèxic)
Hurley és una població dels Estats Units a l'estat de Nou Mèxic. Segons el cens del 2000 tenia 1.464 habitants.

## Demografia
Segons el cens del 2000, Hurley tenia 1.464 habitants, 563 habitatges, i 407 famílies. La densitat de població era de 554,2 habitants per km².
Dels 563 habitatges en un 29,5% hi vivien nens de menys de 18 anys, en un 53,1% hi vivien parelles casades, en un 13,9% dones solteres, i en un 27,7% no eren unitats familiars. En el 23,8% dels habitatges hi vivien persones soles el 13% de les quals corresponia a persones de 65 anys o més que vivien soles. El nombre mitjà de persones vivint en cada habitatge era de 2,6 i el nombre mitjà de persones que vivien en cada família era de 3,08.
Per edats la població es repartia de la següent manera: un 26,5% tenia menys de 18 anys, un 8,2% entre 18 i 24, un 22% entre 25 i 44, un 24,2% de 45 a 60 i un 19,1% 65 anys o més.
L'edat mediana era de 38 anys. Per cada 100 dones de 18 o més anys hi havia 85,2 homes.
La renda mediana per habitatge era de 27.404 $ i la renda mediana per família de 31.181 $. Els homes tenien una renda mediana de 29.667 $ mentre que les dones 16.528 $. La renda per capita de la població era d'11.999 $. Aproximadament el 14,4% de les famílies i el 15,6% de la població estaven per davall del llindar de pobresa.

## Poblacions més properes
El següent diagrama mostra les poblacions més properes.